# 第一财经日报
《第一财经日报》（China Business News）是中国大陆全国发行的中文财经日报，每周一至周五出版，由上海广播电视台、北京青年报社、广州日报报业集团创立于2004年11月15日，它的核心理念是“对时代负责”（2018年起改为“专业创造价值”），开启中国的财经日报时代。为第一财经旗下成员，主编是秦朔（至2015年），自2004年成立以来已渐渐成为中国大陆主要财经报纸之一。

## 定位
《第一财经日报》创立第一时就是以财经新闻即时性著称，在这点上比《21世纪经济报道》早，而使《21世纪经济报道》提前日报化，报纸定位于面向中国社会中最具影响力、消费力和决策力的"三最"人群。

## 内容

### 周一至周五
周一至周五版主要由综合新闻、财经新闻、产经新闻、副刊四部分构成，主要涵盖国内外时事-财经-公司等新闻。现时固定出12版，之前是32-40版。

### 周末版
周末版主要只在周六出版，为周六及日的合刊名为财商周末，2014年停刊。

### 电子周刊
在2012年推出《CBN思想云》电子周刊杂志，在APP Store可以下载，目前已经停止运作，具体时间待查。

## 争议
在723杭深线动车事故后，部分记者在赶稿时没有仔细核对，直接从网络上进行拼凑消息，结果导致《第一财经日报》2011年7月29日A5版的《高铁：自主创新之谜》一文中，直接引用了网友杜撰的“张拾迈教授”及其观点，被网民批为“不认真”。，随后第一财经在收到提醒后，直接在其官网上，将文章最后一段“高铁还有多少隐患”删除，并在微博上发布道歉声明，称“引用的张拾迈教授观点属网络杜撰”，但并没有说清楚张拾迈教授是否也是杜撰，因而被一些网民批评为“道歉没诚意”。但由于多个门户网站系采用机器人在第一时间抓取媒体信息并发布，因此其他网站仍能看到原文。